# محمد جوین
محمد جوین (ترکی استانبولی: Mehmet Güven؛ زادهٔ ۳۰ ژوئیهٔ ۱۹۸۷) بازیکن فوتبال اهل ترکیه است.
از باشگاه‌هایی که در آن بازی کرده‌است می‌توان به باشگاه فوتبال قونیه‌اسپور، باشگاه فوتبال اسکی‌شهراسپور، باشگاه فوتبال گالاتاسرای، و باشگاه فوتبال عثمانلی‌اسپور اشاره کرد.
وی همچنین در تیم‌های ملی فوتبال زیر ۲۱ سال ترکیه بازی کرده‌است.